# Talla (Italia)
Talla es un municipio italiano que se encuentra en la provincia de Arezzo, Toscana.

## Evolución demográfica
| Gráfica de evolución demográfica de Talla entre 1861 y 2001 |
|                                                             |
| Fuente ISTAT - elaboración gráfica de Wikipedia             |